# Валентин Антов
Валентин Івайлов Антов (болг. Валентин Ивайлов Антов, нар. 6 листопада 2000, Софія, Болгарія) — болгарський футболіст, центральний захисник італійської «Монци» та національної збірної Болгарії. На правах оренди грає за «Кремонезе».

## Ігрова кар'єра

### Клубна
Валентин Антов є вихованцем футбольної академії столичного ЦСКА. В основі футболіст зіграв першу гру в серпні 2015 року у матчі Кубка Болгарії. І у віці 14 років 9 місяців і 10 днів став наймолодшим гравцем в історії клуба. А також наймолодшим капітаном команди (в цій якості він провів остані 25 хвилин матчу).
В чемпіонаті країни Антов дебютував у квітні 2018 року. З наступного сезону 2018/19 футболіст зайняв постійне місце в основі команди. Також у 2018 році захисник відмітився першим матчем на міжнародній арені - він вийшов на поле у матчі кваліфікації Ліги Європи проти «Риги».
Взимку 2021 року Антов був відданий в оренду до кінця сезону в італійську «Болонью» з правом викупу. Але «Болонья» цим правом не скористалася і новий сезон футболіст розпочав також в оренді - у клубі Серії В «Монца». Після того, як за результатами сезону «Монца» вийшла до Серії А, клуб викупив контракт болгарського захисника.
По ходу сезону 2022/23 молодий захисник не зумів вибороти місце в основному складі команди, взявши участь лише в 9 іграх елітного італійського дивізіону. А в серпні 2023 року був відданий в орннду до друголігового «Кремонезе».

### Збірна
25 березня 2019 року у матчі відбору до чемпіонату Європи 2020 року проти команди Косова Валентин Антов дебютував у складі національної збірної Болгарії. А регулярно залучатися до лав національної команди почав із середини 2021 року.

## Статистика виступів

### Статистика клубних виступів
Станом на 30 серпня 2023
| Сезон                  | Команда                | Чемпіонат              | Чемпіонат | Чемпіонат | Національний кубок | Національний кубок | Національний кубок | Континентальні кубки | Континентальні кубки | Континентальні кубки | Інші змагання | Інші змагання | Інші змагання | Усього | Усього |
| Сезон                  | Команда                | Ліга                   | Ігор      | Голів     | Ліга               | Ігор               | Голів              | Ліга                 | Ігор                 | Голів                | Ліга          | Ігор          | Голів         | Ігор   | Голів  |
| ---------------------- | ---------------------- | ---------------------- | --------- | --------- | ------------------ | ------------------ | ------------------ | -------------------- | -------------------- | -------------------- | ------------- | ------------- | ------------- | ------ | ------ |
| 2017–18                | ЦСКА (Софія)           | ПФГ-А                  | 4         | 0         | КБ                 | 0                  | 0                  | -                    | -                    | -                    | -             | -             | -             | 4      | 0      |
| 2018–19                | ЦСКА (Софія)           | ПФГ-А                  | 18        | 0         | КБ                 | 3                  | 0                  | ЛЄ                   | 5                    | 0                    | -             | -             | -             | 26     | 0      |
| 2019–20                | ЦСКА (Софія)           | ПФГ-А                  | 17        | 1         | КБ                 | 6                  | 0                  | ЛЄ                   | 2                    | 0                    | -             | -             | -             | 25     | 1      |
| 2020-лют. 2021         | ЦСКА (Софія)           | ПФГ-А                  | 16        | 2         | КБ                 | 0                  | 0                  | ЛЄ                   | 10                   | 0                    | -             | -             | -             | 26     | 2      |
| лют.-черв. 2021        | «Болонья»              | A                      | 5         | 0         | КІ                 | -                  | -                  | -                    | -                    | -                    | -             | -             | -             | 5      | 0      |
| черв.-серп. 2021       | ЦСКА (Софія)           | ПФГ-А                  | 1         | 0         | КБ                 | -                  | -                  | ЛК                   | 6                    | 0                    | СБ            | 1             | 0             | 8      | 0      |
| Усього за ЦСКА (Софія) | Усього за ЦСКА (Софія) | Усього за ЦСКА (Софія) | 56        | 3         |                    | 9                  | 0                  |                      | 23                   | 0                    |               | 1             | 0             | 81     | 3      |
| 2021–22                | «Монца»                | B                      | 6+1       | 0         | КІ                 | -                  | -                  | -                    | -                    | -                    | -             | -             | -             | 7      | 0      |
| 2022–23                | «Монца»                | A                      | 9         | 0         | КІ                 | 3                  | 0                  | -                    | -                    | -                    | -             | -             | -             | 12     | 0      |
| Усього за «Монцу»      | Усього за «Монцу»      | Усього за «Монцу»      | 15+1      | 0         |                    | 3                  | 0                  |                      | -                    | -                    |               | -             | -             | 19     | 0      |
| Усього за кар'єру      | Усього за кар'єру      | Усього за кар'єру      | 77        | 3         |                    | 12                 | 0                  |                      | 23                   | 0                    |               | -             | -             | 113    | 3      |

### Статистика виступів за збірну
Станом на 30 серпня 2023
| Дата       | Місто           | Господарі          | Результат | Гості      | Турнір                               | Голи | Примітки |
| ---------- | --------------- | ------------------ | --------- | ---------- | ------------------------------------ | ---- | -------- |
| 25-3-2019  | Приштина        | Косово             | 1 – 1     | Болгарія   | Відбір до ЧЄ 2020                    | -    | 80' 86'  |
| 26-2-2020  | Софія (місто)   | Болгарія           | 0 – 1     | Білорусь   | товариський матч                     | -    | 77'      |
| 11-11-2020 | Софія (місто)   | Болгарія           | 3 – 0     | Гібралтар  | товариський матч                     | -    |          |
| 28-3-2021  | Софія (місто)   | Болгарія           | 0 – 2     | Італія     | Відбір до ЧС 2022                    | -    |          |
| 31-3-2021  | Белфаст         | Північна Ірландія  | 0 – 0     | Болгарія   | Відбір до ЧС 2022                    | -    | 45+2'    |
| 1-6-2021   | Рід-ім-Іннкрайс | Словаччина         | 1 – 1     | Болгарія   | товариський матч                     | -    |          |
| 5-6-2021   | Москва          | Росія              | 1 – 0     | Болгарія   | товариський матч                     | -    |          |
| 8-6-2021   | Сен-Дені        | Франція            | 3 – 0     | Болгарія   | товариський матч                     | -    |          |
| 2-9-2021   | Флоренція       | Італія             | 1 – 1     | Болгарія   | Відбір до ЧС 2022                    | -    |          |
| 5-9-2021   | Софія (місто)   | Болгарія           | 1 – 0     | Литва      | Відбір до ЧС 2022                    | -    |          |
| 9-10-2021  | Вільнюс         | Литва              | 3 – 1     | Болгарія   | Відбір до ЧС 2022                    | -    | 29'      |
| 23-9-2022  | Разград         | Болгарія           | 5 – 1     | Гібралтар  | Ліга націй УЄФА 2022-2023 - 1-й етап | 1    |          |
| 26-9-2022  | Скоп'є          | Північна Македонія | 0 – 1     | Болгарія   | Ліга націй УЄФА 2022-2023 - 1-й етап | -    |          |
| 16-11-2022 | Ларнака         | Кіпр               | 0 – 2     | Болгарія   | товариський матч                     | -    | 69'      |
| 20-11-2022 | Люксембург      | Люксембург         | 0 – 0     | Болгарія   | товариський матч                     | -    | 41' 74'  |
| 24-3-2023  | Софія (місто)   | Болгарія           | 0 – 1     | Чорногорія | Відбір до ЧЄ 2024                    | -    |          |
| 27-3-2023  | Будапешт        | Угорщина           | 3 – 0     | Болгарія   | Відбір до ЧЄ 2024                    | -    |          |
| 17-6-2023  | Каунас          | Литва              | 1 – 1     | Болгарія   | Відбір до ЧЄ 2024                    | -    |          |
| 20-6-2023  | Разград         | Болгарія           | 1 – 1     | Сербія     | Відбір до ЧЄ 2024                    | -    |          |
| Усього     |                 | Матчів             | 19        |            | Голів                                | 1    |          |

## Титули
ЦСКА
 Переможець Кубка Болгарії (2): 2015/16, 2020/21
Індивідуальні
- Найкращий молодий футболіст Болгарії: 2018

## Особисте життя
Валентин Антов є племінником колишнього гравця збірної Болгарії Анатолі Нанкова.